# President's Cup 1975
De President's Cup 1975 (officiële naam President's Cup Football Tournament) was de 5e editie van de President's Cup, later Korea Cup genoemd. Het toernooi werd gehouden van 10 tot en met 22 mei 1975. Aan het toernooi deden 8 landen mee. Zuid-Korea werd voor de derde kampioen, in de finale versloegen zij Birma met 1–0. Het Iraanse Homa F.C. werd derde.

## Groepsfase

### Groep 1
| Pos | Land                | Wed | Win | Gel | Ver | DV | DT | +/− | Pnt |
| --- | ------------------- | --- | --- | --- | --- | -- | -- | --- | --- |
| 1   | Birma               | 3   | 2   | 1   | 0   | 7  | 2  | +5  | 5   |
| 2   | Homa F.C.           | 3   | 1   | 2   | 0   | 5  | 2  | +3  | 4   |
| 3   | Thailand            | 3   | 0   | 2   | 1   | 5  | 8  | –3  | 2   |
| 4   | Maleisië (B-elftal) | 3   | 0   | 1   | 2   | 3  | 8  | –5  | 1   |

### Groep 2
| Pos | Land                 | Wed | Win | Gel | Ver | DV | DT | +/− | Pnt |
| --- | -------------------- | --- | --- | --- | --- | -- | -- | --- | --- |
| 1   | Zuid-Korea           | 3   | 3   | 0   | 0   | 5  | 0  | +5  | 6   |
| 2   | Japan (B-elftal)     | 3   | 1   | 1   | 1   | 2  | 2  | 0   | 3   |
| 3   | Libanon              | 3   | 1   | 0   | 2   | 4  | 2  | +2  | 2   |
| 4   | Indonesië (B-elftal) | 3   | 0   | 1   | 2   | 1  | 8  | –7  | 1   |

## Knock-outfase
|  | Halve finale     | Halve finale     |   |           | Finale           | Finale |
|  |                  |                  |   |           |                  |        |
|  | 20 mei           |                  |   |           |                  |        |
|  | Birma            | 1                |   |           |                  |        |
|  | Japan (B-elftal) | 0                |   |           |                  |        |
|  |                  |                  |   |           |                  |        |
|  |                  |                  |   |           | 22 mei           |        |
|  |                  |                  |   |           | Zuid-Korea       | 1      |
|  |                  | Japan (B-elftal) | 0 |           |                  |        |
|  |                  |                  |   |           |                  |        |
|  |                  |                  |   |           | Derde plaats     |        |
|  | 20 mei           | 20 mei           |   | 22 mei    | 22 mei           |        |
|  | Zuid-Korea       | 1                |   | Homa F.C. | 3                |        |
|  | Homa F.C.        | 0                |   |           | Japan (B-elftal) | 0      |

| Winnaar President's Cup 1975 |
| ---------------------------- |
|                              |
| Zuid-Korea 3e titel          |